# Ричард П. Стенли
Ричард Питер Стенли (енгл. Richard Peter Stanley; Њујорк, 23. јун 1944) је амерички математичар, један од водећих стручњака у области комбинаторике. Предавач је на катедри за примењену математику на МИТ-у.
У својој докторској дисертацији истраживао је уређене структуре и партиције.